# Улица Жуковского (Липецк)
У́лица Жуко́вского — улица в Октябрьском округе Липецка. Проходит в Тракторном от Краснозаводской улицы за улицу Ибаррури до лесопарковой зоны. Пересекает Коммунистическую улицу.К чётной стороне примыкают улицы Бачурина, Шаталовой, Огнева, Молодёжная, Кондарева, Юбилейная.
Образована в октябре 1950 года и названа в честь основоположника современной аэродинамики Николая Егоровича Жуковского (1847—1921).
Улица имеет разноэтажную застройку. В доме № 11а расположен детский сад. У пересечения с улицами Шаталовой и Огнева находится мини-рынок.

## Транспорт
- к домам начала улицы — трам. 1; авт. 19, 33, 33А, 323, 323А, 325, 378, 379, ост.: «Пл. В. Клименкова».
- к домам середины и конца улицы — авт. 19, 33, 33А, 323, 325, 378, 379, ост.: «Магазин „Мебель“», «Ул. Н. Жуковского», «Мини-рынок».